# David Juncà Reñé
David Juncà Reñé (Riumors el 16 de novembre de 1993) és un futbolista professional català que juga en la posició de lateral esquerre. Actualment, juga al Gimnàstic de Tarragona.

## Carrera esportiva
La carrera esportiva de Juncà va començar al planter de la Unió Esportiva Figueres. Posteriorment, va passar pels planters del FC Barcelona i del RCD Mallorca durant dues temporades en ambdós clubs abans d'arribar al Girona FC l'estiu del 2010. El 2010 alternava partits de l'equip juvenil i del filial del Girona FC amb entrenaments amb el primer equip.
El debut oficial amb el primer equip, a Segona Divisió A, va tenir lloc el 17 de desembre del 2011 (jornada 18), en un partit disputat a Montilivi en el qual l'equip gironí va guanyar al Nàstic de Tarragona per 3 gols a 2. Raül Agné, llavors entrenador del Girona, el va fer sortir al camp en el minut 89, en substitució de Ferran Coromines.
El primer partit com a titular va ser durant la mateixa temporada de la Liga Adelante 2011-2012, en el partit de la 22a jornada que enfrontava també a Montilivi el Girona i el Celta de Vigo, i que va finalitzar amb derrota local per 0 gols a 1. Josu Uribe feia poc que havia substituït Raül Agné com a entrenador del Girona. David Juncà va jugar els 90 minuts d'aquell partit.
La temporada 2012-2013 de la Segona Divisió A, Juncà va disputar amb el Girona FC la promoció d'ascens a Primera Divisió, quedant-se a les portes de la màxima divisió del futbol espanyol en perdre la segona eliminatòria de play-off contra l'Almería CF. El 24 de març de 2013 (jornada 31a), Juncà va arribar al seu 10è partit oficial amb el primer equip del club gironí (a Montilivi contra el Club Deportivo Mirandés), fet que li assegurava un contracte professional amb l'entitat blanc-i-vermella, amb un lligam a Montilivi fins a 2015 i amb una important millora de fitxa. El 14 de setembre de 2014, va marcar el seu primer gol com a professional, en un empat del Girona al camp de l'Sporting de Gijón.
Al Girona va exercir la posició de lateral esquerra, en comptes de la d'extrem que havia ocupat en les categories juvenils.
El 28 de juliol del 2015 Juncà fitxà per la Sociedad Deportiva Eibar de la Primera divisió d'Espanya després de desvincular-se del seu anterior club, el Girona Club de Futbol. Amb l'Eibar, va disputar un total de 52 partits en la màxima categoria estatal.
El 30 de juny del 2018 Juncà fitxà pel RC Celta de Vigo per 5 temporades. Amb el club gallec va disputar un total de 24 partits a Primera divisió.
El 26 de juliol del 2021 va fitxar pel Girona FC de la segona divisió d'Espanya per una temporada més una d'opcional. Va disputar un total de 25 partits i va marcar un gol, ajudant l'equip a pujar un altre cop a primera divisió, després de tres temporades a segona divisió.
Va començar la temporada 2022-23 sense equip fins que el 29 de desembre del 2022 va signar un contracte d'un any i mig amb el Wisla Cracòvia SA, de la segona divisió polonesa, equip amb el qual va guanyar la copa polonesa el 2024.
L'agost del 2024 va fitxar per l'Inter Club d'Escaldes de la Primera Divisió d'Andorra. Després de mitja temporada, però, va tornar a Catalunya per jugar al Gimnàstic de Tarragona de Primera Federació pel que restava de temporada i una més.

## Palmarès
Wisla Cracòvia SA
- Copa polonesa: 2024[14]